# زيت النعناع

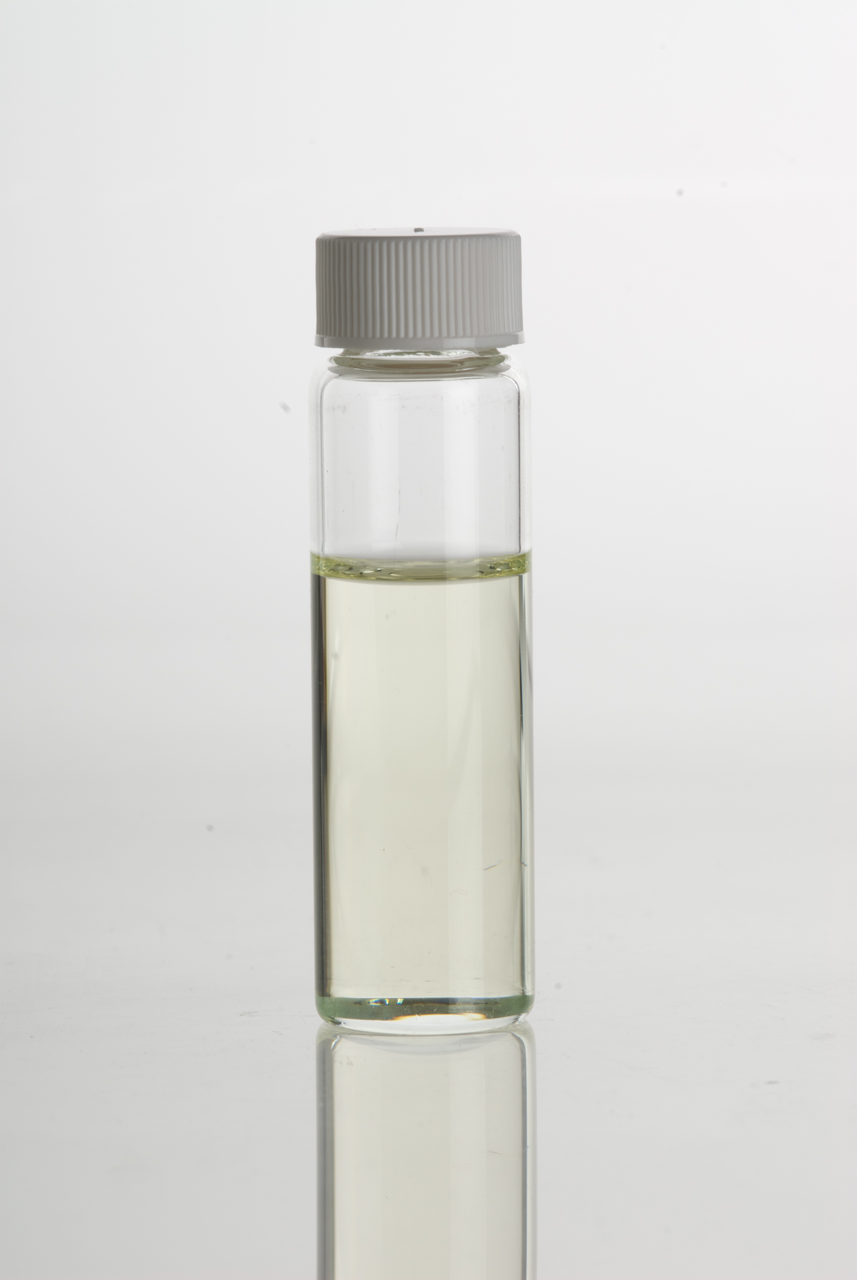

زيت النعناع هو خلاصة من أجزاء عشبة النعناع الفلفلي،  الذي ظل مستخدماً كعامل مساعد في الهضم منذ أقدم العصور. وأصبح يستخدم في هذه الأيام كأحد إضافات الطعم للمنتجات الصحية، مثل معاجين الأسنان وغسولات الفم. كما يستخدم «المنثول»، وهو أحد مركبات زيت النعناع، في المستحضرات التي توضع على الجسم لتخفف حالات مثل الاحتقان وآلام العضلات. كما يعد زيت النعناع  الأكثر استعمالاً من بين الزيوت الطيارة.
ويستخدم مستخلص النعناع بشكل شائع في الطبخ بوصفه مكمل غذائي، ويستخدم في الطب البديل أو طب الأعشاب، ويستخدم أيضًا كطارد للآفات، كما أنه يدخل في صناعة منتجات التنظيف، ومستحضرات التجميل، والعلكة والحلويات. يسبب العنصر النشط في زيت النعناع "المنثول" إحساسًا بالبرد عند تناول مستخلص النعناع، أو عند الاستخدام الموضعي.
يتم استخلاص زيت النعناع من خلال عملية التقطير بالبخار من أوراق النبات المزهرة،(أو بالمذيبات، أو من خلال جهاز سوكسلت) وهو يشتهر برائحته القوية المنعشة.

## الاستخدامات
يستخدم زيت النعناع بشكل شائع بوصفه عامل نكهة، كما يستخدم أيضًا في العلاجات الطبية البديلة. على الرغم من عدم وجود أدلة كافية على فعالية زيت النعناع في علاج أية حالة طبية. ويمكن اسنخدامه في الأطعمة بمسنويات محددة، ويمكن رشه على الأسطح بوصفه منظف منزلي، كما يمكن استنشاقه في حالات العلاج بالروائح. وعلى الرغم من ذلك فالمنثول الموجود في زيت النعناج قد يسبب آثارًا جانبية خطيرة عند الأطفال والرضع في حالة استنشاقه. وقد يكون له تفاعلات سلبية مع الأدوية الموصوفة.

### في الطهي

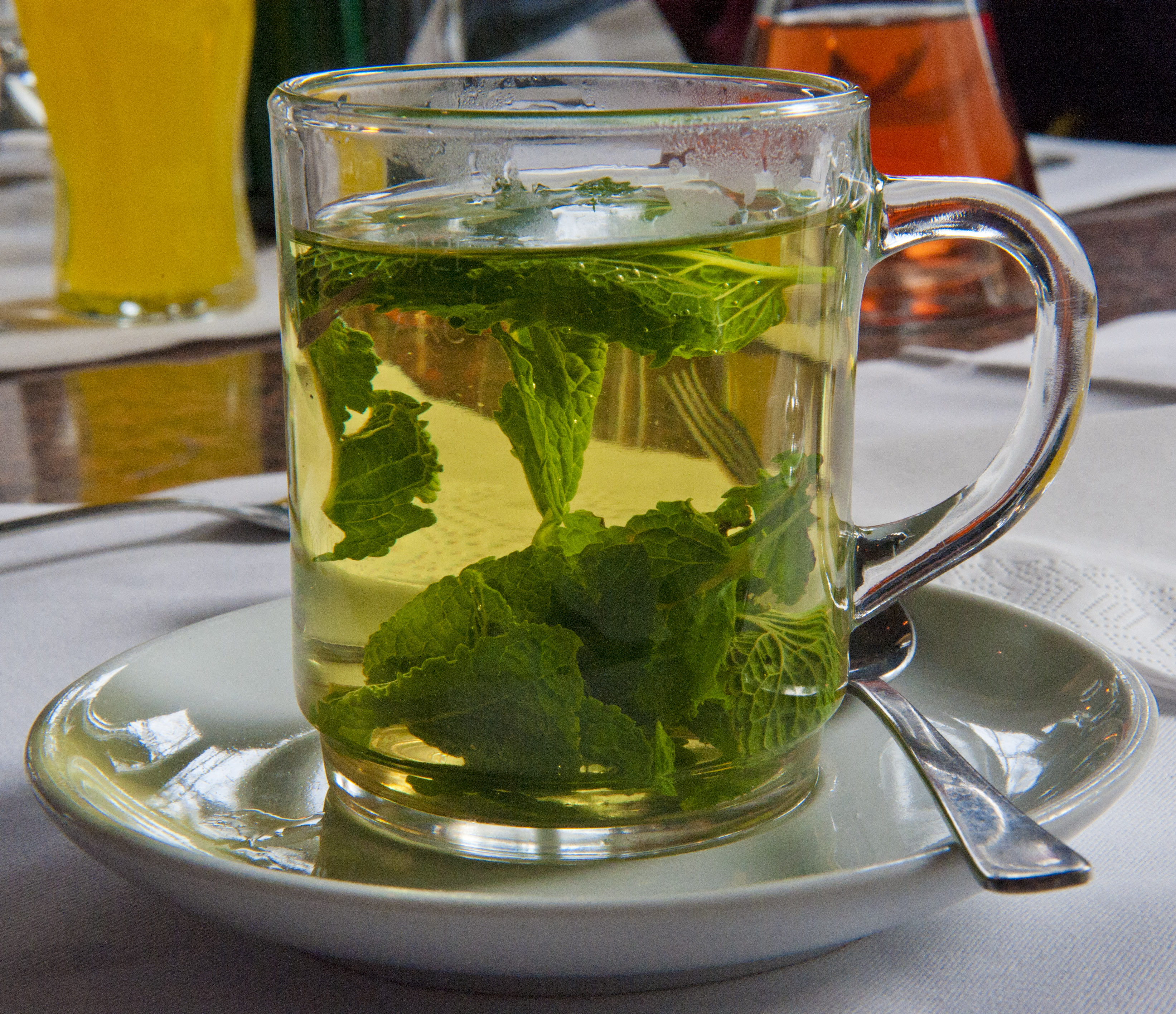

يمكن استخدام زيت النعناع، لإضافة نكهة النعناع إلى المخبوزات والحلويات، والحلوى السكرية، وخاصة حلوى العصا Candy Canes، وحلوى النعناع mints، وفطائر النعناع، والشيكولاته. ومستخلص النعناع المخصص للطهي يمكن أن يكون نقيًا، أو طبيعيًا، أو مقلدًا، أو صناعيًا. وعلى حين أن المستخلصات الطبيعية والنقية تحتوي على زيت النعناع على وجه التحديد، فإن المستخلصات الصناعية والمقلدة تستخدم مزيجًا من المكونات للوصول إلى نكهة تشبه نكهة النعناع.
ويمكن استبدال مستخلص النعناع في الوصفات بزيت النعناع (وهو مكون أقوى يستخدم في المقام الأول في صناعة الحلوى)، أو يتم استبدالة بكريمة النعناع (المنعنع) أو بشنبص النعناع. كما يمكن استخدام مستخلص النعناع لتحضير شاي النعناع، وذلك من خلال إضافته إلى الماء الساخن.

### بوصفه علاجًا

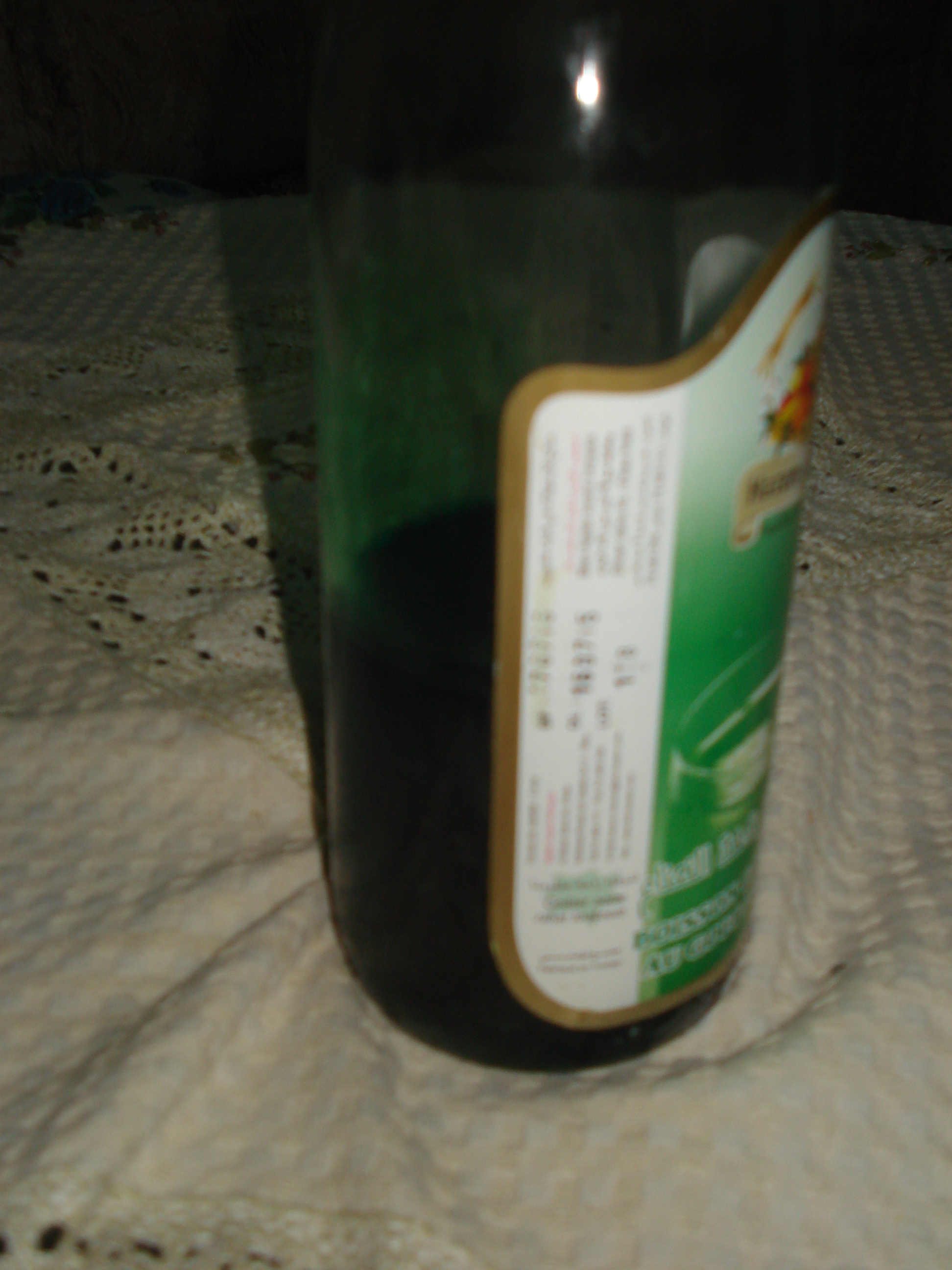

يعد زيت النعناع مسكن آلام قوي وملين للعضلات، فهو له خصائص تساعد في التخلص من آلام العضلات والمفاصل، ومن الممكن في بعض الحالات مزجه بزيت اللافندر. كما أنه يعمل على الحد من أعراض الحساسية الموسمية، حيث أن خصائصة قادرة على طرد البلغم ومضادة للإلتهاب، حيث أنه يعمل على تهدئة العضلات الموجودة في الجيوب الأنفية، وتخليصها من البلغم المتراكم فيها، وفتح المجاري التنفسية، والحد من مسببات الحساسية. كما يستخدم زيت النعناع في علاج بعض حالات الصداع، لما له من قدرة على تحسين تدفق الدورة الدموية واسترخاء العضلات، والذي يسهم بدوره في علاج الصداع. كما أنه يستخدم في التخلص من روائح الفم الكريهة، حيث يعمل على قتل البكتريا الموجودة في الفم والمسؤولة عن هذه الروائح، كما أنه يحافظ على الأسنان ويحميها من التسوس، كما يعمل المنثول الموجود في زيت النعناع على التقليل من الحكة المزعجة في حال الإصابة بها، وخاصة التي تصيب الأماكن الحساسة في الجسم. التقليل من الغثيان أيضًا هو أحد فوائد زيت النعناع، كما أن تناول القليل من زيت النعناع يعمل على تحسين عمل الجهاز الهضمي، فيقلل من الإمساك وعسر الهضم. كما أن زيت النعناع فعال للعناية بالشعر وفروة الرأس، وذلك من خلال تخفيفه بزيت ناقل قبل استخدامه على الشعر، فيمكن استخدام زيت جوز الهند، أو زيت اللوز الحلو لتخفيف زيت النعناع.

### بوصفه طارد للآفات
يستخدم زيت النعناع عادة لطرد النمل، والحشرات الطائرة، والقوارض، والعناكب. فهو طارد طبيعي للحشرات، ويمكن خلطه بالماء ورشه في أماكن تواجد الحشرات.

## معرض الصور

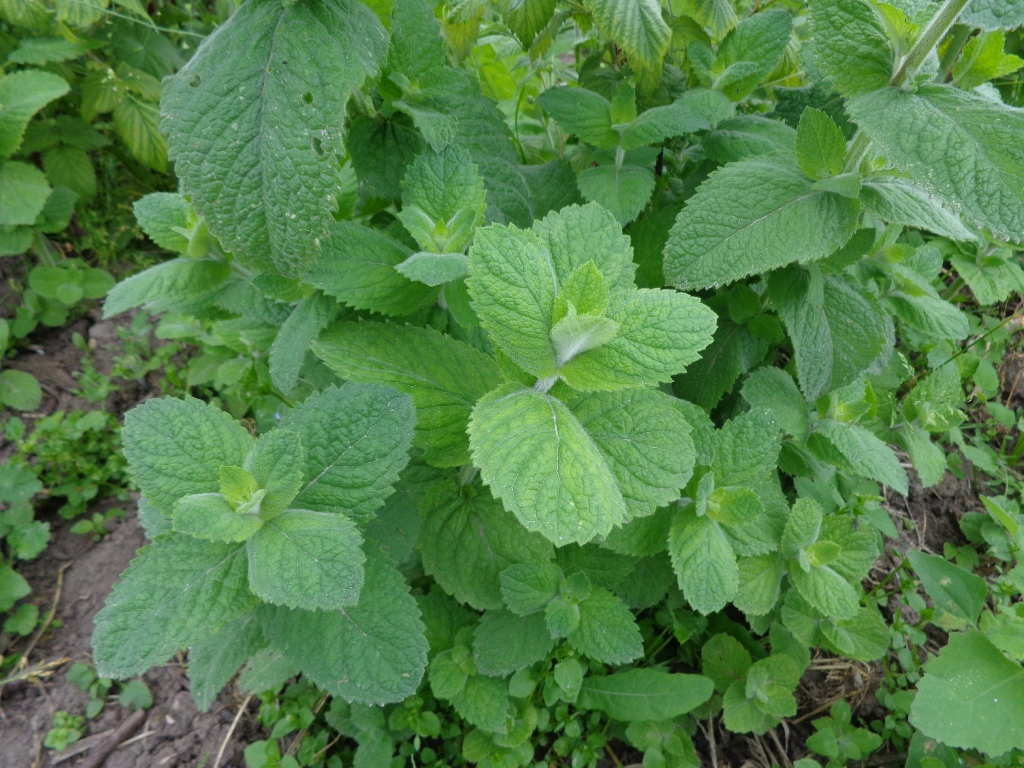
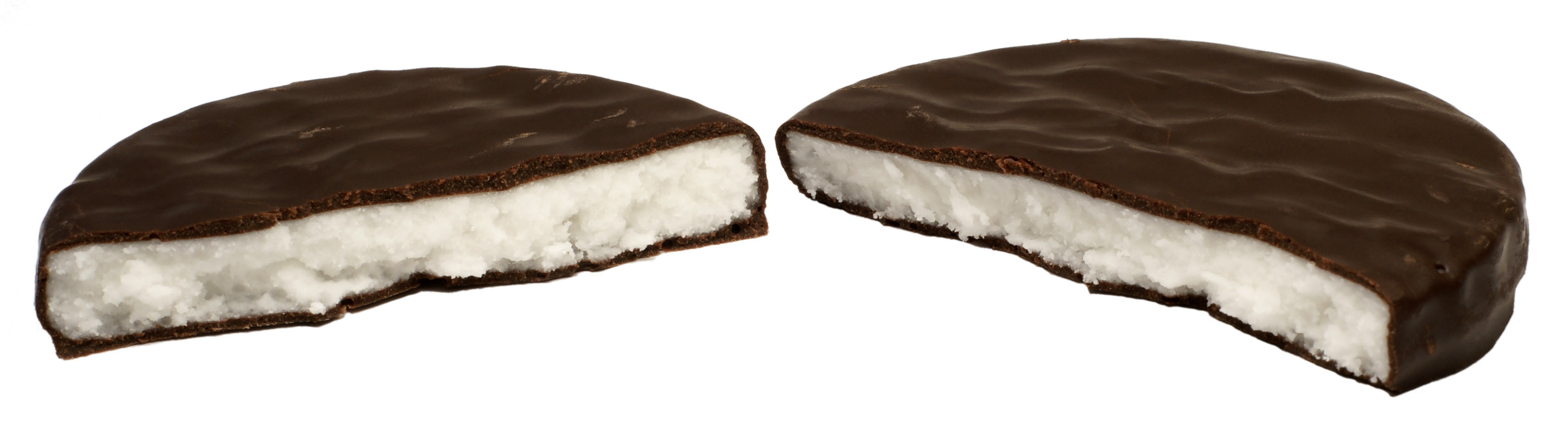
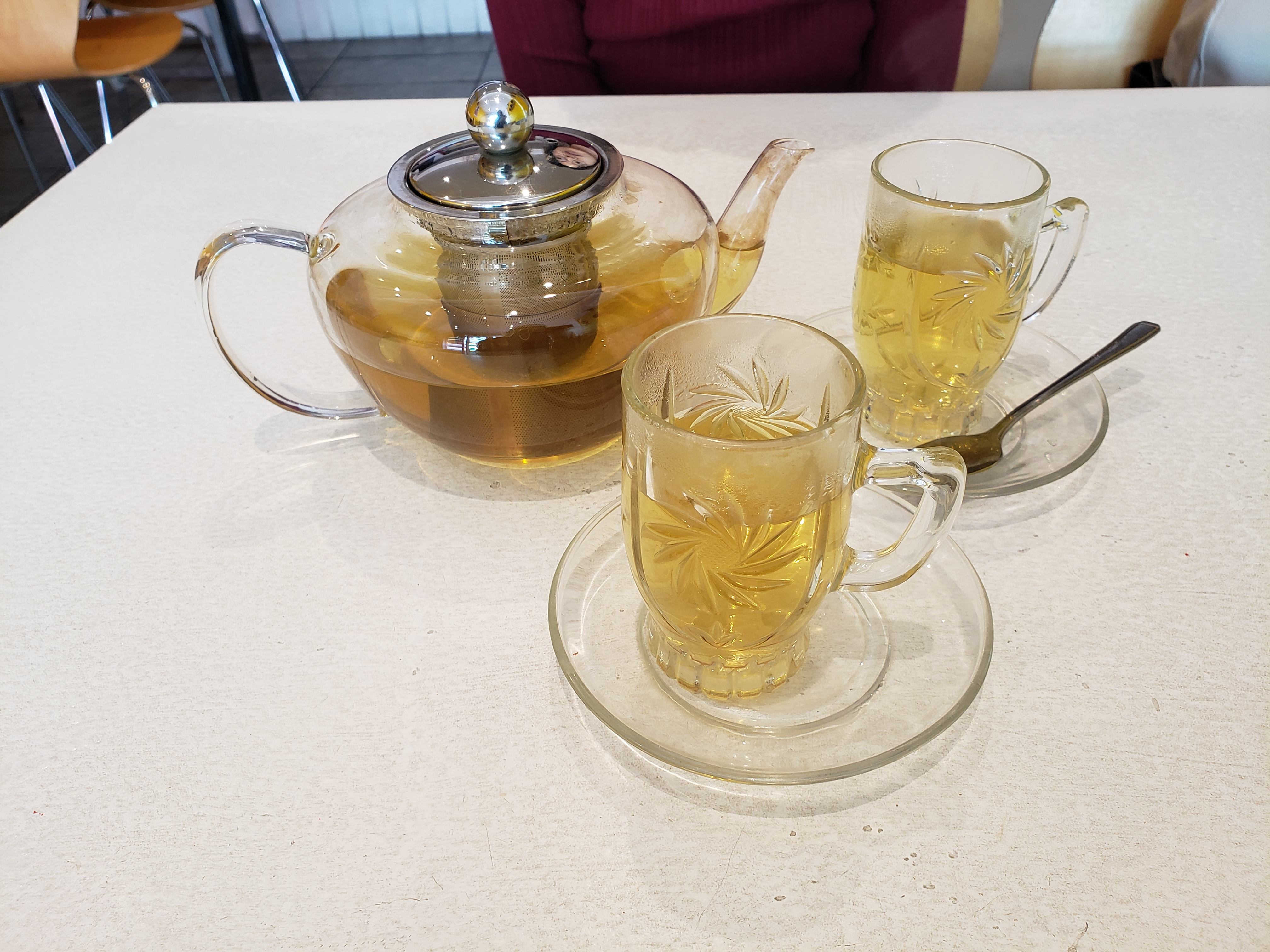
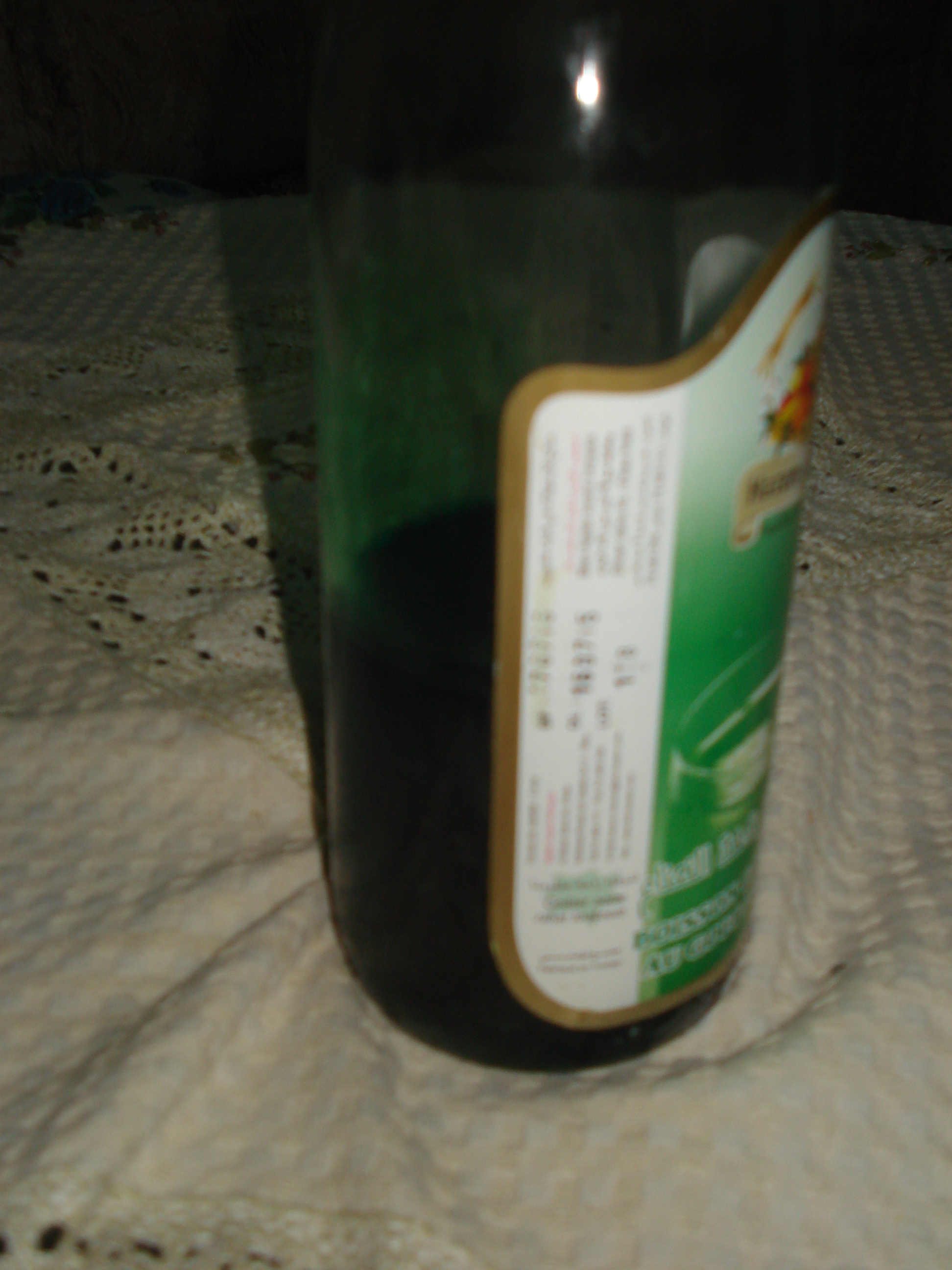
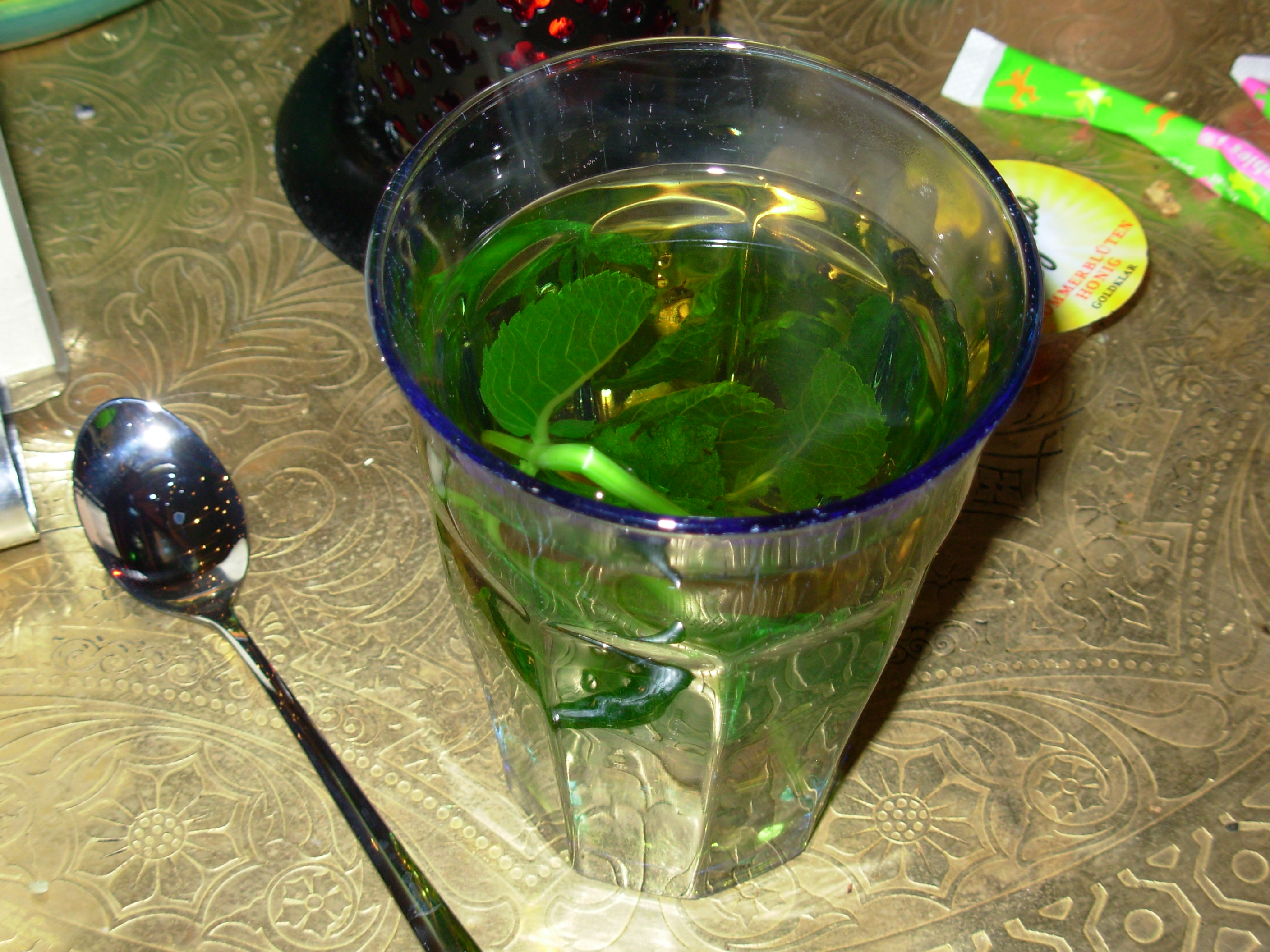
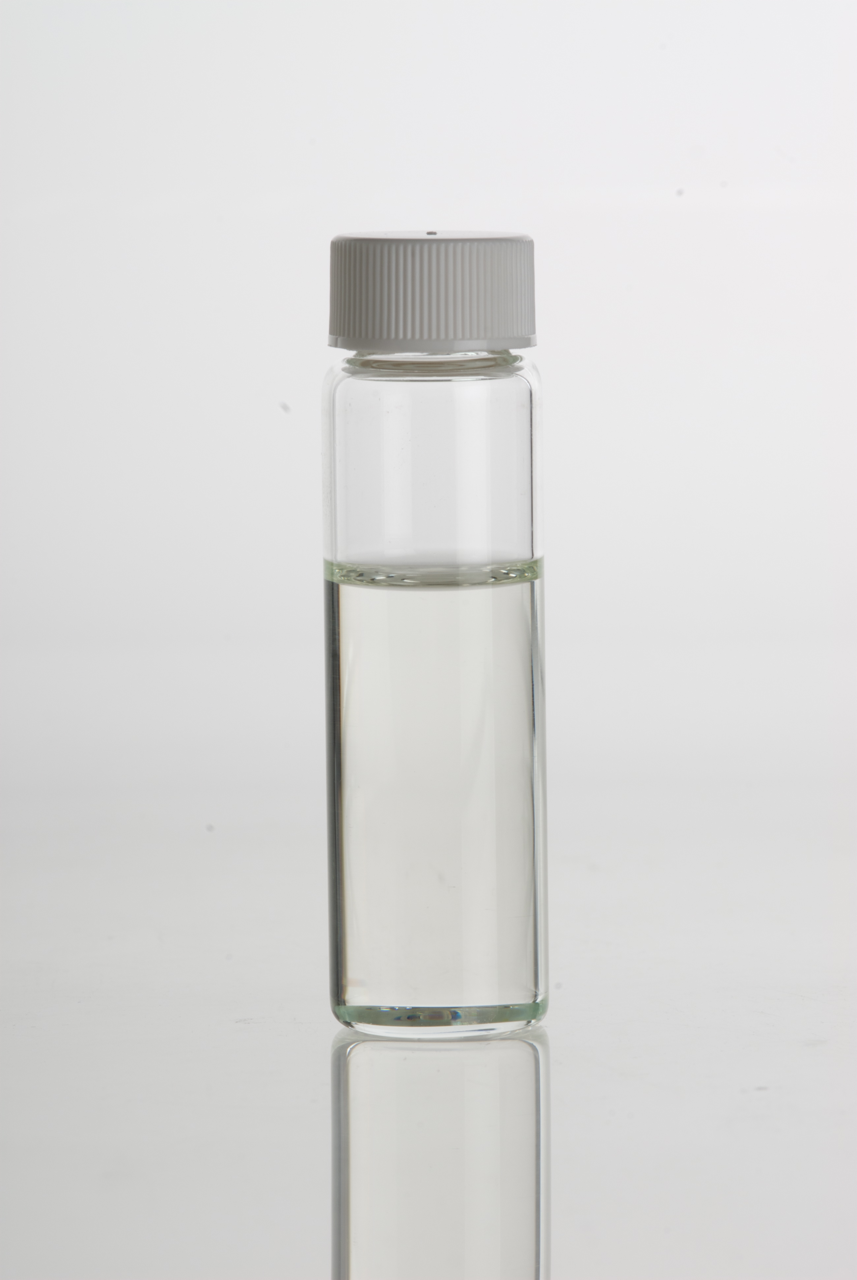
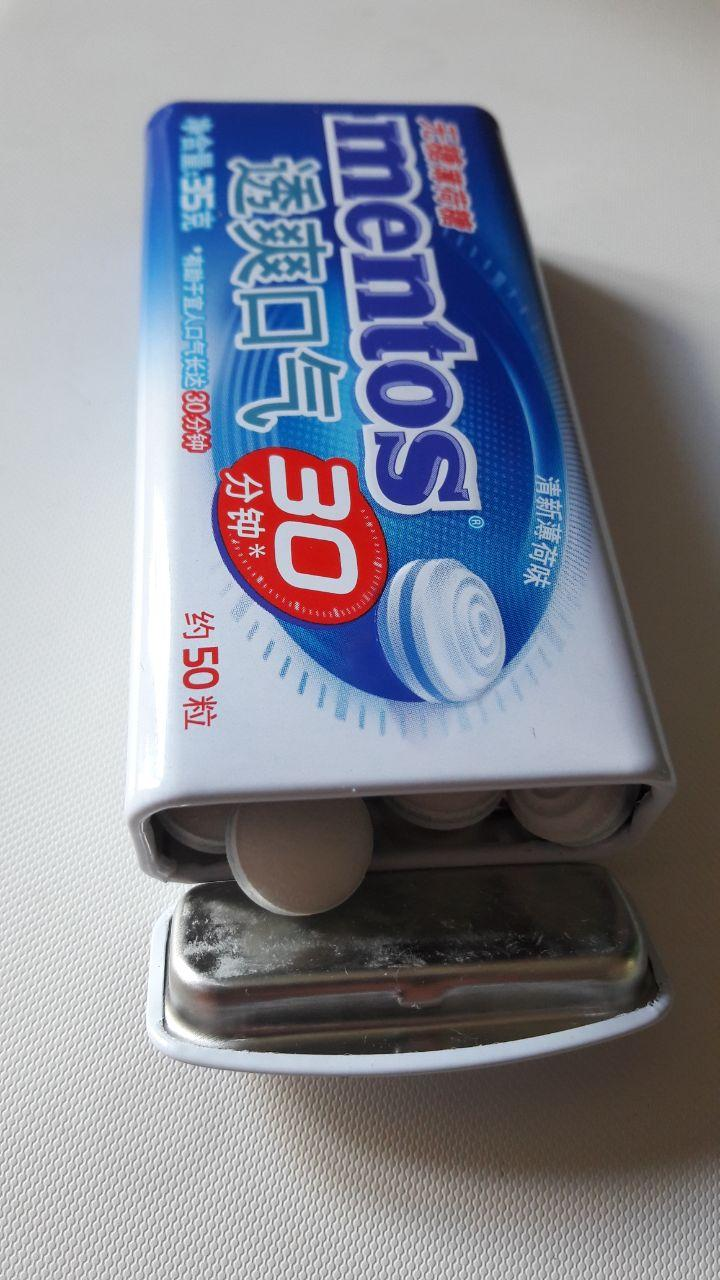
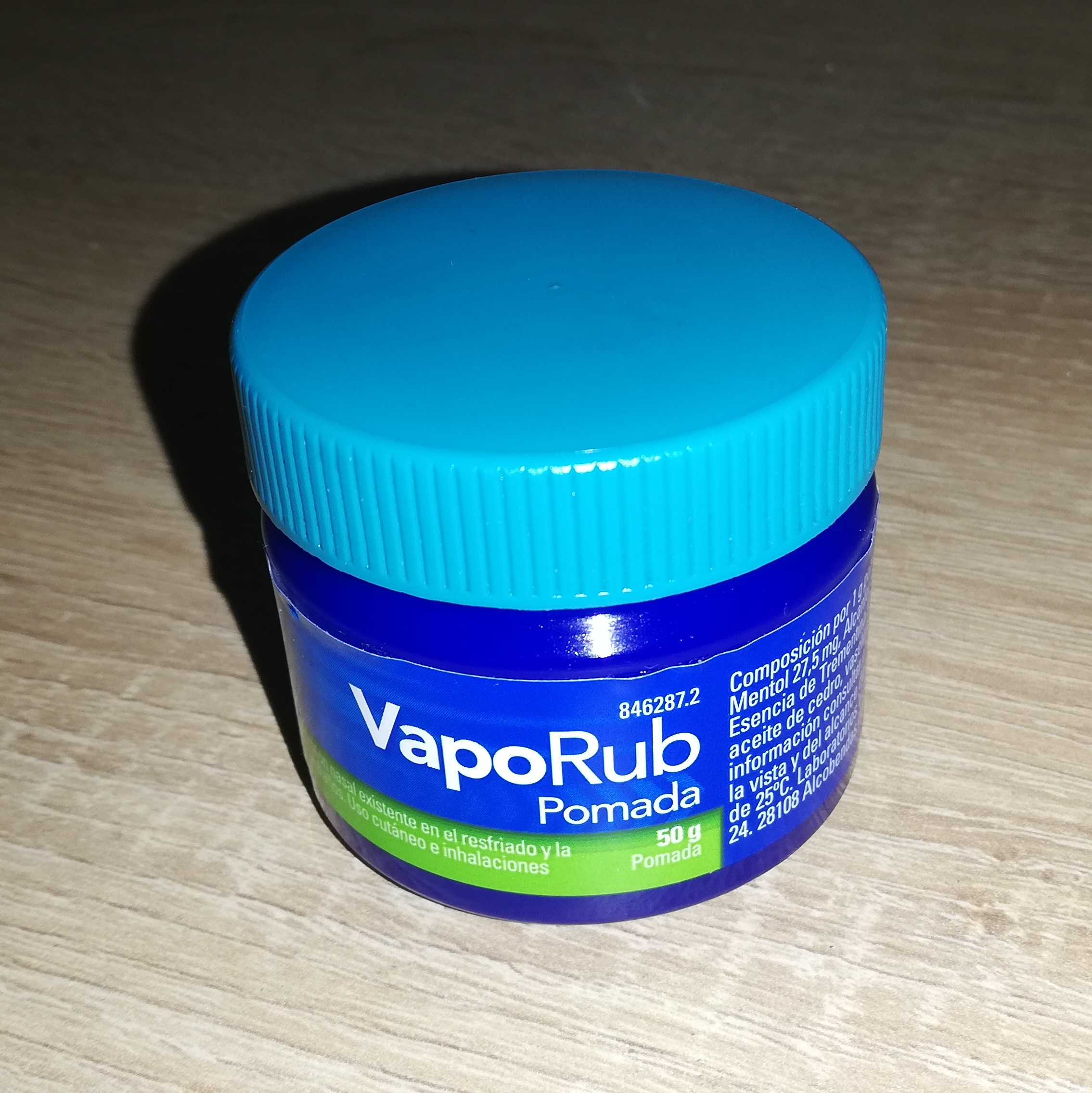
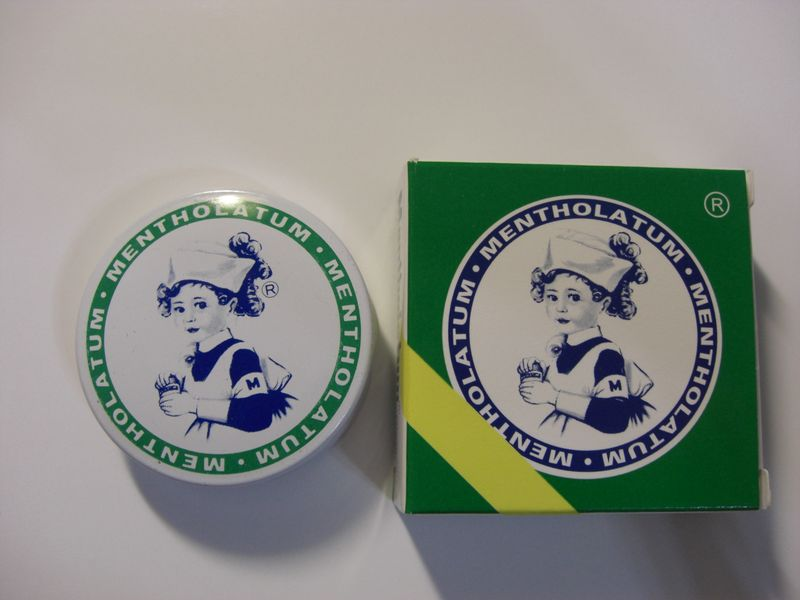
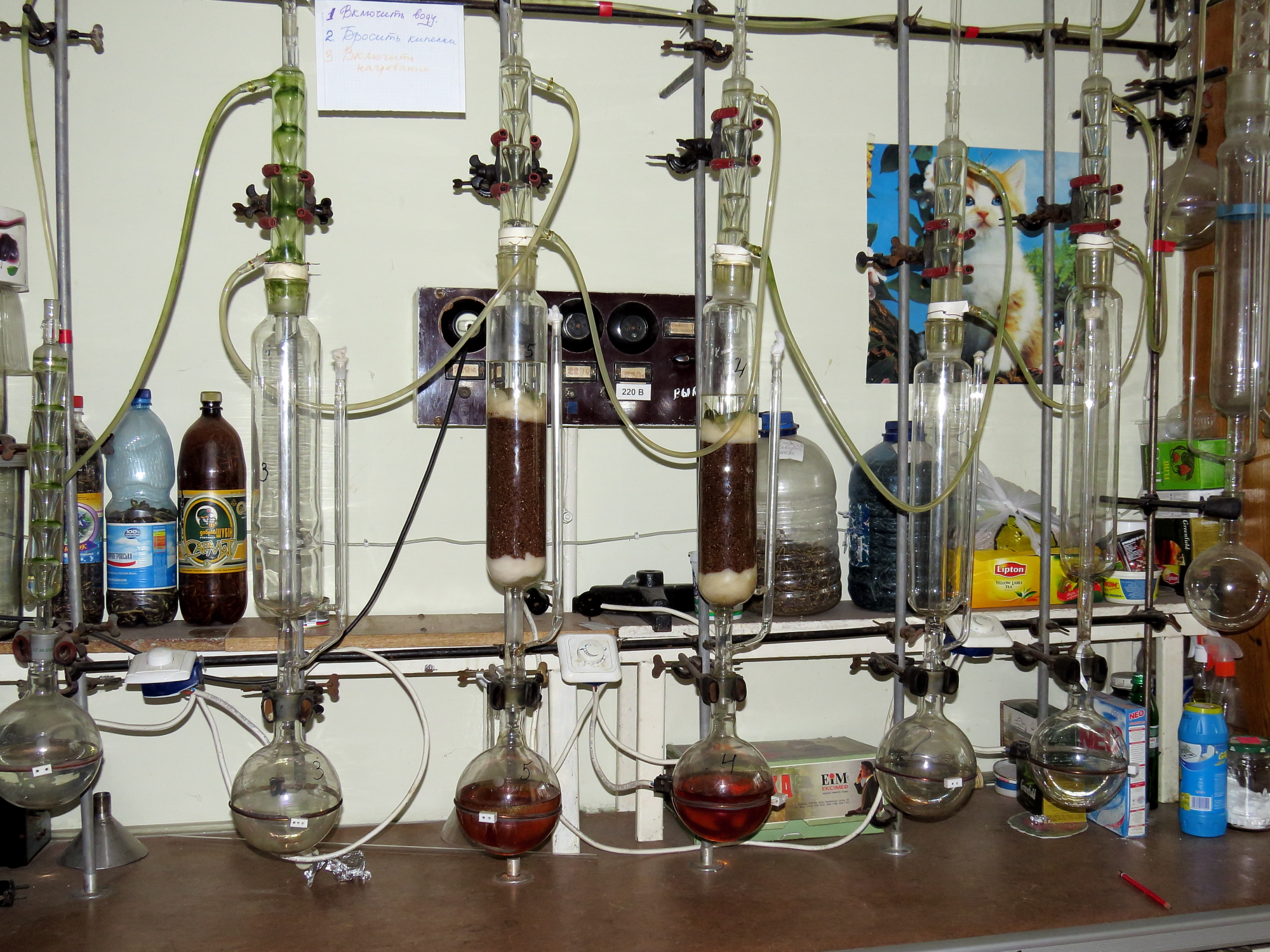
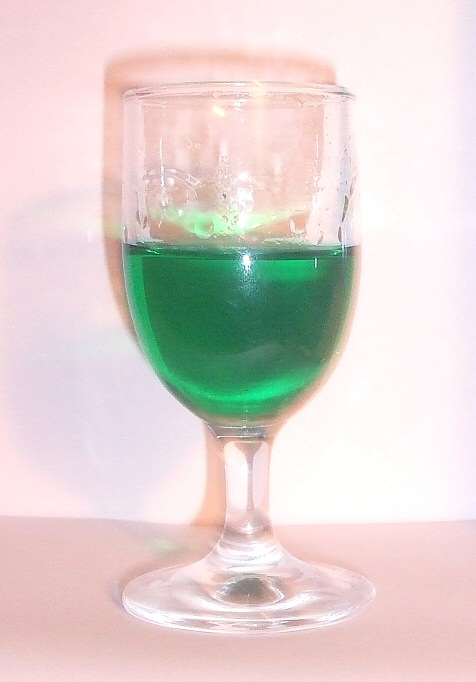
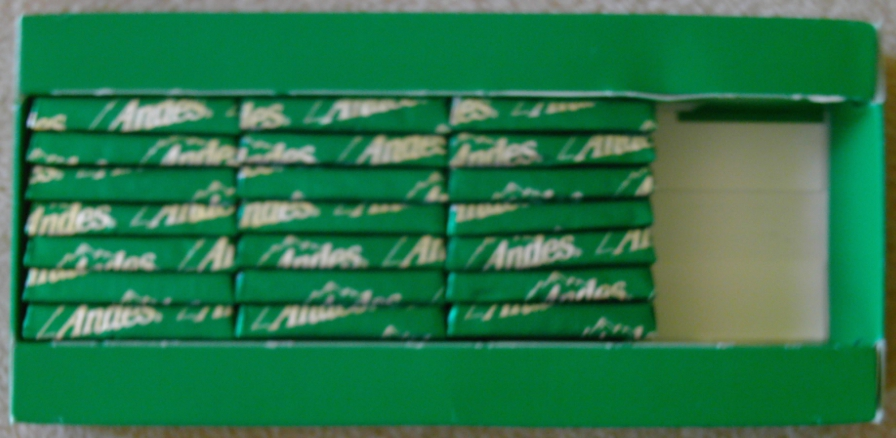